# 道里根加河 (西)

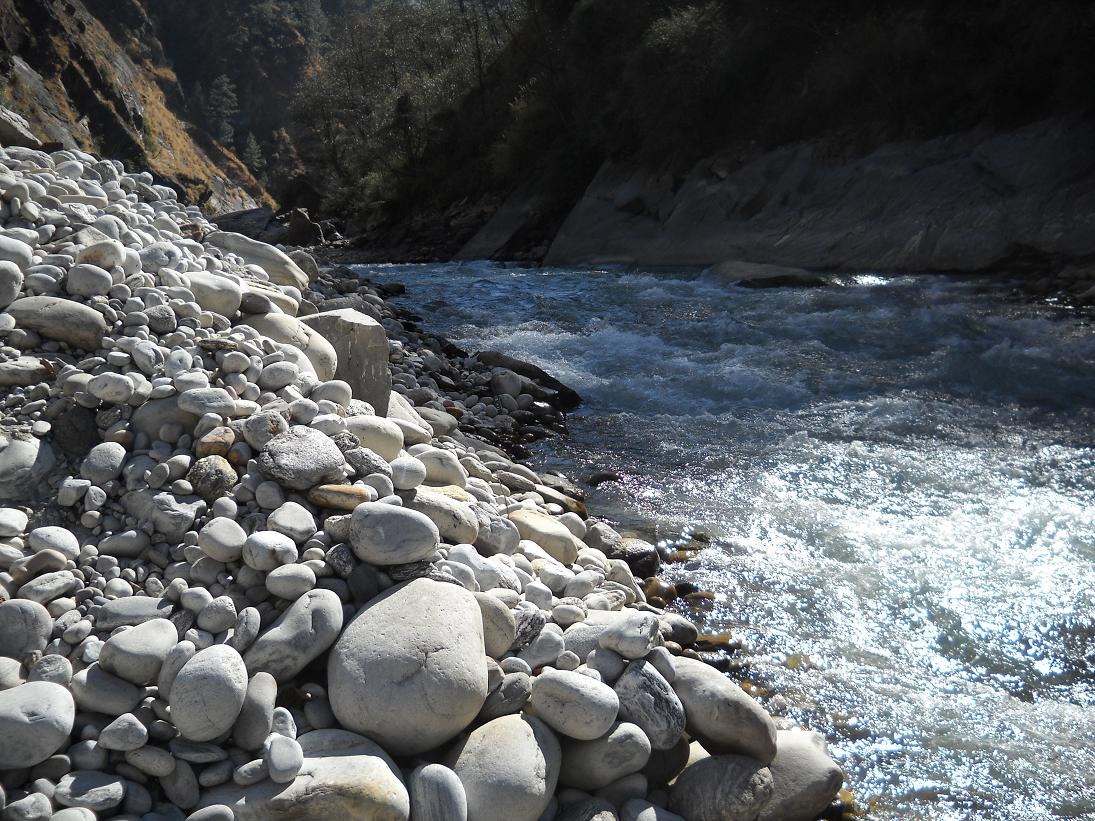
道里根加河

道里根加河（Dhauliganga River），是恆河的六條源流之一。它在北阿坎德邦焦希默特山腳下的維什維普拉亞格注入阿勒格嫩達河。

## 河道
道里根加河幹流長度約82 km（51 mi），發源於北阿坎德邦傑莫利縣海拔5,070米（16,630英尺）的尼提山口。在距離焦希默特約25 km（16 mi）的萊尼（Raini），匯集里希根加河（Rishi Ganga River）。道里根加河在焦希默特山腳下的維什維普拉亞格注入阿勒格嫩達河。道里根加河畔的塔波凡以硫磺溫泉而聞名。